# Juan Ramírez Ruiz
Juan Ramírez Ruiz (Chiclayo, Lambayeque, 1946-Virú, La Libertad, junio del 2007) fue un poeta peruano, conspicuo representante de la lírica peruana surgida en la década de 1970, conocido como uno de los fundadores del Movimiento Hora Zero.

## Trayectoria
Junto con el también poeta Jorge Pimentel fundó el Movimiento Hora Zero, que es reconocido como el mayor esfuerzo para "democratizar y renovar" la poesía en el Perú según sus fundadores y, también, en Latinoamérica como una vanguardia artística. Ambos poetas suscribieron el manifiesto titulado Palabras urgentes que fue, en realidad, la partida de nacimiento del proyecto que junto a muchos otros poetas y artistas pusieron en práctica. 
También junto con Jorge Pimentel, Ramírez Ruiz postuló la estética del Poema Integral. Los postulados iniciales de la poesía integral se encuentran en los manifiestos, firmados por ambos poetas, que fueron incluidos en "Kenacort y Valium 10"(1970), libro de Jorge Pimentel que fue la primera plasmación tanto teórica como práctica de la "poesía integral" de Hora Zero. Luego, Ramírez Ruiz hizo un desarrollo teórico más extenso en el ensayo que apareció como una suerte de colofón de su Libro Un Par de Vueltas por la Realidad (1971); allí el poeta lambayecano explica las características principales de la nueva poética, que se resumen en esta frase: “una totalización, donde se amalgame el todo individual con el todo universal". Así, el Poema Integral se convirtió en uno de los principales aportes del Movimiento Hora Zero. Tiempo después Ramírez Ruíz se apartó de Hora Zero y publicó, además del libro antes mencionado, Vida perpetua (1978) y Las armas molidas (1996). 
Víctima de un accidente de tránsito en la localidad de Virú (departamento de La Libertad), falleció en junio del 2007., siendo que estuvo desaparecido durante 8 meses hasta que la Policía logró encontrar su cuerpo.

## Recepción
Actualmente en el Perú, la editorial independiente Vivirsinenterarse se ha propuesto editar la obra íntegra de Juan Ramírez Ruiz iniciando este proyecto el año 2017 con la reedición de “Un par de vueltas por la realidad” (2017). La presentación del libro se llevó a cabo el 22 de julio de ese año en la Antifil 2017. El cuidado de edición estuvo a cargo del escritor Eduardo Reyme Wendell. La editorial española Amargord editó Hora Zero (óperas primas) donde incluye Un par de Vueltas por la realidad, editado por el escritor Rodolfo Ybarra y el crítico literario Zachary Payne.
Otros escritores peruanos como José Alfredo Delgado Bravo, Alfonso La Torre, Juan Carlos Lázaro, Tulio Mora, Enrique Sánchez Hernani Rodolfo Ybarra, Armando Arteaga Núñez, Bernardo Rafael Álvarez y Freddy Roncalla  han escrito artículos y ensayos resaltando la calidad de la obra de este importante poeta peruano. Revelación en la Senda del Manzanar: Homenaje a Juan Ramírez Ruiz, libro publicado en Lima, el año 2014, reúne textos de estudio y de testimonio sobre Ramírez Ruiz y su obra. Poemas suyos aparecen en diversas antologías peruanas y extranjeras. 